# أمريكيون عراقيون
الأمريكيون العراقيون (بالإنجليزية: Iraqi American)‏ مواطنون أمريكيون من أصل عراقي. اعتبارًا من عام 2023، بلغ عدد الأمريكيين من أصل عراقي حوالي 155,055 مواطنًا أمريكيًا، وفقًا لمكتب الإحصاء الأمريكي.
ووفقًا لمكتب خدمات المواطنة والهجرة، هاجر 49,006 عراقي مولود في الخارج إلى الولايات المتحدة بين عامي 1989 و2001، و25,710 مهاجر من أصل عراقي حصلوا على الجنسية الأمريكية بين عامي 1991 و2001. ومع ذلك، أفاد تعداد الولايات المتحدة لعام 2000 أن هناك ما يقرب من 90,000 مهاجر مولود في العراق يقيمون في الولايات المتحدة.